# Museo Municipal de Ciudadela
El Museo Municipal de Ciudadela es un museo sobre historia de la localidad española de Ciudadela y del resto de la isla de Menorca. Es entre otros el depositario del material arqueológico recuperado en el término municipal.
De 1995 a octubre de 2018 se encontraba en el edificio del Bastión de sa Font. Desde noviembre de ese año integró una nueva sede en Can Saura Miret, donde se realizó una exposición temporal "Que la tierra te sea leve" en espera un nuevo proyecto museográfico. El antiguo museo que era principalmente arqueológico se abre ahora hacia la historia y los elementos etnológicos.
Es un museo de carácter local, de titularidad y gestión municipal, y que depende del Ayuntamiento de Ciudadela.
Desde el inicio del siglo XX la ciudadanía empezó a interesarse por la conservación del rico patrimonio de la ciudad. El 14 de abril de 1935 se inauguró el Museo Histórico-artístico en los bajos de la casa consistorial por iniciativa de un colectivo interesado en la recuperación del legado histórico de la ciudad, encabezado por Josep Cavaller Piris, que se convierte en el director técnico.